# Акбашев Руслан В'ячеславович
Русла́н В'ячесла́вович Акба́шев (нар. 27 січня 1991, Перещепине, Дніпропетровська обл.) — старший солдат Збройних сил України, учасник російсько-української війни.

## Життєпис
Закінчив школу № 2 міста Перещепине у 2006 році. Навчався у Гірничо-механичному технікумі Кривого Рогу (2006—2010). В мирний час проживає з дружиною Оксаною у місті Перещепине. На повернення з фронту очікувала мама Галина.

## Нагороди
6 жовтня 2014 року — за особисту мужність і героїзм, виявлені у захисті державного суверенітету та територіальної цілісності України, вірність військовій присязі під час російсько-української війни, відзначений — нагороджений орденом «За мужність» III ступеня.